# کون رپیدز (مینه‌سوتا)
کون رپیدز (به انگلیسی: Coon Rapids) شهری در شهرستان آنوکا ایالت مینه‌سوتا در کشور ایالات متحده آمریکا است که جمعیت آن در سرشماری سال ۲۰۱۰ میلادی، ۶۱۴۷۶ نفر بوده‌است.